# Courtauly
Courtauly  es una pequeña localidad y comuna francesa, situada en el departamento del Aude en la región de Languedoc-Roussillon. 
A sus habitantes se les conoce por el gentilicio Courtaulins.

## Demografía
| 72 | 76 | 66 | 61 | 64 | 73 |
| Para los censos de 1962 a 1999 la población legal corresponde a la población sin duplicidades (Fuente: INSEE [Consultar]) |    |    |    |    |    |

(Población sans doubles comptes según la metodología del INSEE).

## Historia
En el año 1179, Courtaulin, antigua denominación del municipio, pertenecía a los señores de Alaigne, vasallos del vizconde de Béziers, Roger. En 1229, el pueblo fue confiscado acusados de herejes cátaros sus habitantes, durante el transcurso de la cruzada contra los albigenses, asignándose al señor de Mirepoix. 
El nombre de Courtaulin subsistió hasta el siglo XVII.